# Nefropatia
Una nefropatia o malaltia renal és un trastorn o malaltia que afecta els ronyons. La nefritis és una malaltia renal inflamatòria i té diversos tipus segons la localització de la inflamació. La inflamació es pot diagnosticar amb proves de sang. La nefrosi és una malaltia renal no inflamatòria. La nefritis i la nefrosi poden donar lloc a la síndrome nefrítica i la síndrome nefròtica, respectivament. La malaltia renal sol causar una pèrdua de la funció renal fins a cert punt i pot produir una insuficiència renal, que pot arribar a ser completa. La insuficiència renal es coneix com la fase final de la malaltia renal, on la diàlisi o el trasplantament renal són l'única opció de tractament.
La malaltia renal crònica es defineix com a anomalies renals prolongades (de naturalesa funcional i/o estructural) que duren més de tres mesos. La malaltia renal aguda s'anomena ara lesió renal aguda i està marcada per la reducció sobtada de la funció renal durant set dies.
Les taxes tant de la malaltia renal crònica com de la mortalitat han augmentat, associades amb l'augment de la prevalença de la diabetis i l'envelliment de la població mundial. L'Organització Mundial de la Salut ha informat que "les malalties renals han augmentat de la dinovena principal causa de mort al món a la novena, amb el nombre de morts augmentant un 95% entre el 2000 i el 2021."